# Robert Servatius
Robert Servatius (Köln, 31. listopada 1894. – Köln, 7. kolovoza 1983.), njemački pravnik i odvjetnik. 
Za vrijeme Prvog svjetskog rata služio je kao časnik u topništvu. Tijekom Drugog svjetskog rata vratio se u vojnu službu i promaknut je u čin majora. Nikada nije bio član NSDAP. 
Na Nürnberškom procesu protiv najvećih ratnih zločinaca preuzeo je obranu Fritza Sauckela, kao i Karla Brandta na Nürnberškom procesu protiv nacističkih liječnika.
U povijesti je ostao poznat kao odvjetnik Adolfa Eichmanna na njegovom suđenju u Jeruzalemu 1961. godine. 